# Carukiidae
Carukiidae är en familj av kubmaneter.